# HMS Waterloo (1833)
El HMS Waterloo fue un navío de línea de la Royal Navy, botado el 10 de junio de 1833 en los astilleros de Chatham. Según los estándares británicos, el buque quedaba categorizado como navío de línea de primera clase, dotado con 120 cañones nominales.

## Diseño
El Waterloo perteneció a una serie de nueve navíos de línea de la clase Caledonia. El buque inicialmente tenía 120 cañones nominales, diseñados para la Marina Real Británica por Sir William Rule.

## Historial
El HMS Waterloo fue reconvertido a barco de vapor de dos cubiertas de 89 cañones en Chatham entre el 1 de abril de 1859 al 12 de diciembre de 1859. Esta transformación hizo que el buque quedara categorizado como de segunda clase.  Después de la pérdida del moderno vapor de 101 cañones Conqueror en 1861, el Waterloo fue rebautizado como HMS Conqueror en 1862. En 1864 sirvió en la estación de China bajo el mando del capitán William Luard, hasta 1866, fecha en la cual causó baja en la armada británica. En 1877 pasó a llamarse HMS Warspite, quedando como buque de entrenamienro sin categorizar  y sirvió como buque escuela en Greenhithe / Woolwich. Fue destruido por un incendio el 22 de enero de 1918, con 250 niños embarcados en ese momento. Tres adolescentes más tarde afirmaron haber iniciado el fuego deliberadamente. El grupo fue acusado de incendio y condenados a tres años de internamiento en un reformatorio.